# 펩시 세대
펩시 세대(영어: Pepsi Generation)는 1963년 슬로건 공모전의 결과로 시작된 미국의 청량음료 브랜드인 펩시의 광고 캠페인의 주제이다. 이 공모전은 펩시의 광고 책임자인 앨런 포타쉬의 아이디어이며, 위스콘신 주의 애플턴에 거주하는 엘렌 M. 라이머가 수상했다.